# تماشاخانه پولا
تماشاخانه پولا (کرواتی: Pulska Arena) نام آمفی تئاتری واقع در پولا، کرواسی است. آرنا تنها آمفی تئاتر باقی مانده رومی است که دارای چهار برج کناری است که با سه معماری دیگر رومی به‌طور کامل حفظ شده‌است. ساخت این بنا از سال ۲۷ پیش از میلاد آغاز شد و تا سال ۶۸ پس از میلاد ادامه داشت. و یکی از شش بنای بزرگ رومی در جهان است.این بنای تاریخی، یکی از نمونه‌های نادر در میان ۲۰۰ آمفی تئاتر باقیمانده رومی و از بهترین آثار تاریخی باستانی کرواسی می‌باشد.
این آمفی تئاتر براساس اسکناس ۱۰ کرونی کرواسی به به تصویر کشیده شده و در سالهای ۱۹۹۳، ۱۹۹۵، ۲۰۰۱ و ۲۰۰۴ منتشر شد.

## ساخت

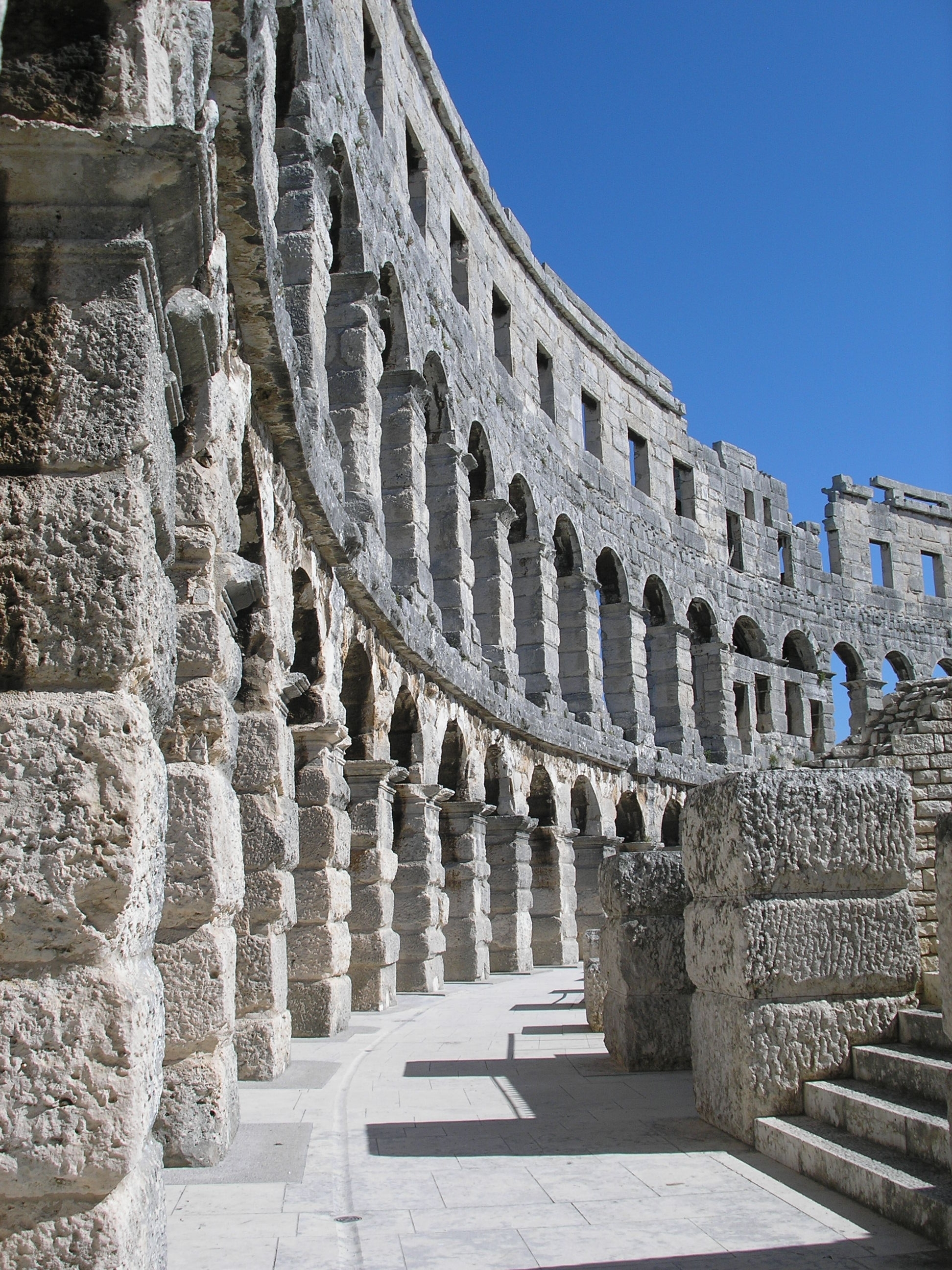
دیوارهای قوسی در پولا که بازسازی شده‌است.

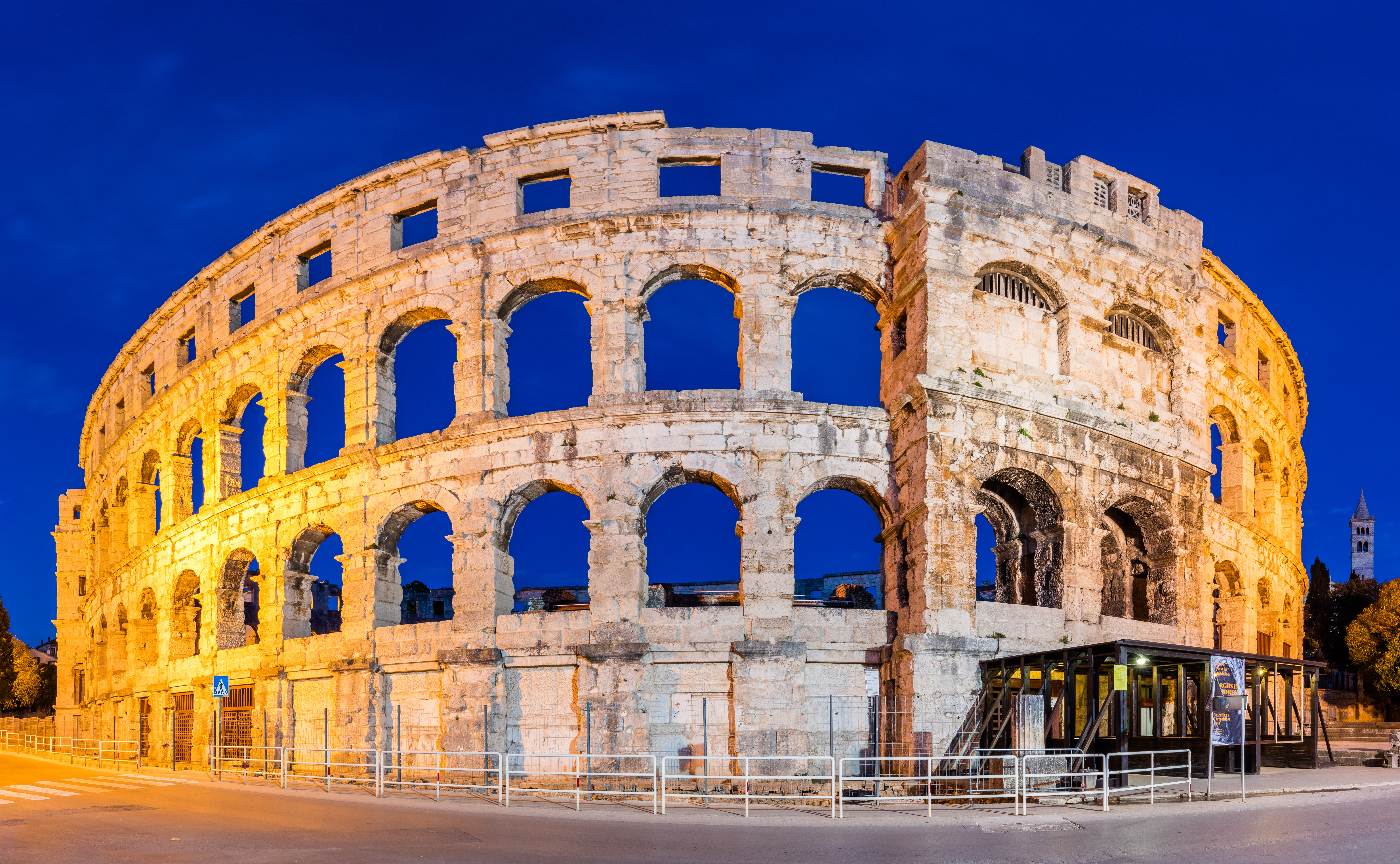
دیواره خارجی

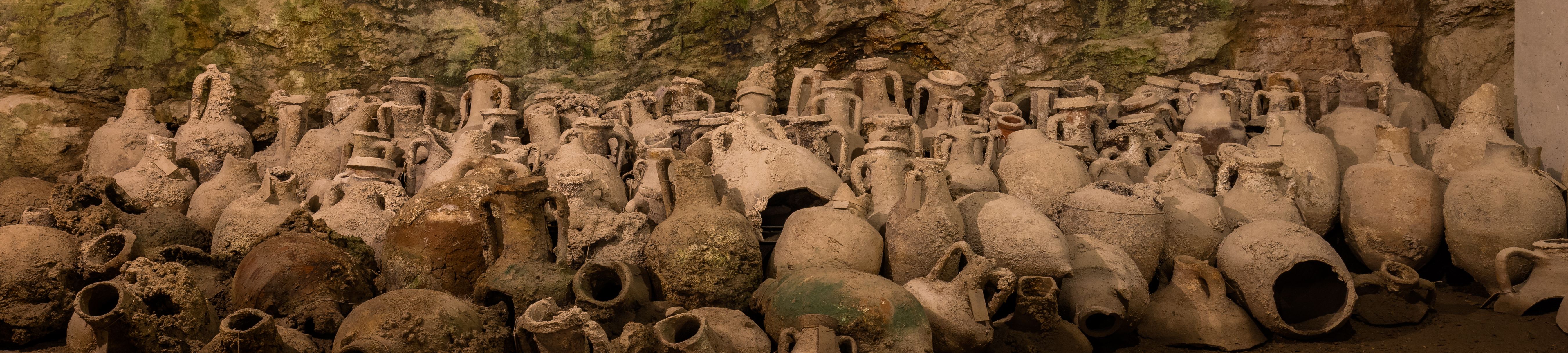
کوزه‌های سفالی در زیر صحن

دیوار بیرونی این بنا از سنگ آهک ساخته شده‌است. قسمتی که در مقابل دریا قرار دارد از سه طبقه تشکیل شده‌است، در حالی که سمت دیگر آن تنها دو طبقه است و در یک شیب قرار دارد. حداکثر ارتفاع دیواره خارجی ۲۹٫۴۰ متر (۹۶٫۵ فوت) است. دو طبقه اول ۷۲ طاق دارد، در حالی که طبقه بالا شامل ۶۴ طاق مستطیلی است.

## تاریخچه
این ورزشگاه بین سالهای ۲۷ پیش از میلاد تا ۶۸ میلادی ساخته شد و شهر به عنوان مرکز منطقه‌ای حکومت روم به نام پولا شناخته شد. این نام برگرفته از شن بود که از زمان باستان، فضای داخلی آنرا پوشانده بود.